# 松本裕

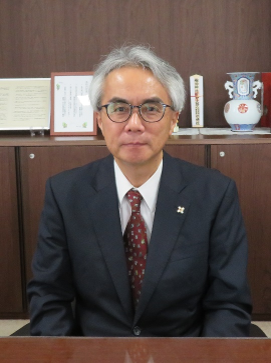

松本 裕 (まつもと ゆたか、1964年9月12日 - ) は、日本の検察官。福岡高等検察庁検事長を経て、名古屋高等検察庁検事長。

## 人物
1989年大阪大学法学部卒業後、1991年検察官任官。
大阪地方検察庁検事、外務省在ドイツ日本国大使館一等書記官、法務省大臣官房参事官、福島地方検察庁次席検事、東京高等検察庁検事、法務省大臣官房司法法制部司法法制課長、東京地方検察庁総務部長を歴任。
2016年法務省大臣官房秘書課長、2019年津地方検察庁検事正、2020年出入国在留管理庁次長、2021年法務省大臣官房長、2023年最高検察庁監察指導部長、同年最高検察庁公安部長兼監察指導部長、2024年福岡高等検察庁検事長、2025年名古屋高等検察庁検事長。